# Wólka Okopska (gromada)
Wólka Okopska – dawna gromada, czyli najmniejsza jednostka podziału terytorialnego Polskiej Rzeczypospolitej Ludowej w latach 1954–1972.
Gromady, z gromadzkimi radami narodowymi (GRN) jako organami władzy najniższego stopnia na wsi, funkcjonowały od reformy reorganizującej administrację wiejską przeprowadzonej jesienią 1954 do momentu ich zniesienia z dniem 1 stycznia 1973, tym samym wypierając organizację gminną w latach 1954–1972.
Gromadę Wólka Okopska z siedzibą GRN w Wólce Okopskiej utworzono – jako jedną z 8759 gromad na obszarze Polski – w powiecie chełmskim w woj. lubelskim na mocy uchwały nr 7 WRN w Lublinie z dnia 5 października 1954. W skład jednostki weszły obszary dotychczasowych gromad Ludwinów, Rozkosz, Świerże kol. i Wólka Okopska oraz miejscowość Dobryłówka z dotychczasowej gromady Dobryłówka ze zniesionej gminy Świerże w tymże powiecie. Dla gromady ustalono 11 członków gromadzkiej rady narodowej.
1 stycznia 1958 gromadę zniesiono, włączając jej obszar do gromad: Świerże (wsie: Dobryłówka, Ludwin i Wólka Okopska) i Dorohusk (kolonię Rozkosz i kolonię Świerże) w tymże powiecie.